# Miriam Nares Signes
Miriam Nares Signes (Gandia, 1994) coneguda artísticament com a Fusa Nocta, és una cantant Valenciana. Al 2022, va ser seleccionada per a ser una de les cantants de la segona edició del Benidorm Fest, esdeveniment celebrat per a triar la candidatura representant d'Espanya en el Festival de la Cançó d'Eurovisió a Liverpool amb la cançó "La meva família".

## Biografia
Miriam Nares Signes, coneguda com a Fusa Nocto, va néixer a Gandia (València) en 1994. L'artista va començar amb tan sols quinze anys a interessar-se pel món artístic, escrivint poemes. Ràpidament, es va llançar al món de la música. Tanmateix, el seu salt a la fama no va ser fins al 2019 gràcies a la seva participació en el reality musical de Telecinco "Factor X", on va aconseguir conquistar al jurat amb tan sols vint-i-tres anys. No va resultar guanyadora -la victòria va ser per a Pol Granch- però el programa li va servir per aconseguir visibilitat i fer els primers passos sobre els escenaris. Poc després de sortir expulsada a la tercera gala va estrenar No Gyals, que es va fer terriblement viral i el boca a boca la va convertir en una de les màximes exponents femenines del trap a Espanya.
Actualment, el seu estil musical és de caràcter underground, molt marcat per les reivindicacions feministes i les lluites socials, amb inconfusibles ritmes. "No Gyals" és, avui dia, el seu single més conegut. L'estil de Fusa Nocta és molt personal i particular, caracteritzant-se principalment per ser un so molt urbà, que barreja elements del rap, el hip hop i el dubstep. Sent una de les grans promeses del trap i del R&B espanyol.
A més, l'artista ha participat en festivals importants com, Latin Fest (València), Arenal Sound (Borriana), Pur Llatí (Cadis) i Madcool (Madrid).